# جوسيف كلينغ
جوسيف كلينغ (بالألمانية: Josef Kling)‏ هو لاعب شطرنج ألماني، ولد في 19 مارس 1811 في ماينتس في ألمانيا، وتوفي في 1 ديسمبر 1876 في لندن في المملكة المتحدة.

## وصلات خارجية
- جوسيف كلينغ على موقع مباريات الشطرنج (الإنجليزية)